# Wendie Renard
Wendie Renard (Schœlcher, 20 de juliol de  1990) és una defensa de la selecció francesa de futbol. La seva entrenadora i seleccionadora és Corinne Diacre. Renard ha estat considerada una de les grans estrelles de la Copa del Món de futbol de 2019.
Ha guanyat tretze campionats de França amb el seu equip i sis lligues de campiones. És considerada una de les millors jugadores del món i "la millor defensa del món".
Exerceix de padrina de l'associació Emma, dedicada a infants amb problemes d'aprenentatge, i de l'associació per la Informació i la Prevenció de la Drepanocitosi (APIPD).

## Biografia
Va néixer a Martinica i té quatre germanes. Sempre va jugar a futbol i altres esports, com atletisme i handbol. Als vuit anys, en morir el seu pare, ja volia marxar de l'illa i anar a jugar al continent europeu. El 2006 va entrar a la primera divisió jugant amb l'Olympique de Lió, on sovint va ser anomenada "la torre de control". Des d'aleshores ha jugat al mateix equip, on va ser la capitana. Amb Eugénie Le Sommer i Amandine Henry van formar un nucli icònic. El 2012 va entrar a la selecció nacional francesa. És cristiana practicant i sempre es fa el senyal de la creu en entrar al terreny de joc.